# Фредерик Мишелак
Фредерик Мишелак (фр. Frédéric Michalak; 16. октобар 1982) је професионални француски рагбиста који тренутно игра за Рагби клуб Тулон у Топ 14.

## Биографија
Мишелак је рођен у Тулузу и 2000. је започео професионалну каријеру у највећем клубу из Европе. За Тулуз (рагби јунион) је одиграо 134 утакмице и постигао 600 поена, а потом је 2008. отишао у ЈАР да игра за екипу Шаркс. После кратке епизоде у најјачој лиги на свету (Супер Рагби) вратио се у најтрофејнији европски клуб Тулуз (рагби јунион) за који је играо до 2011. када се поново опробао у најјачој лиги на свету, по други пут је потписао за рагби јунион тим Шаркс. 2012. враћа се у Француску , али овога пута у Рагби клуб Тулон. За Тулон је до сада одиграо 47 утакмица и постигао 276 поена. За рагби јунион репрезентацију Француске Мишелак је одиграо 75 тест мечева и постигао 436 поена. Играо је у два полуфинала светског првенства и оба изгубио од Енглеске. Помогао је Тулузу и Тулону да дођу до титула шампиона Европе и француској да освоји Куп шест нација.